# Bethenny Frankel

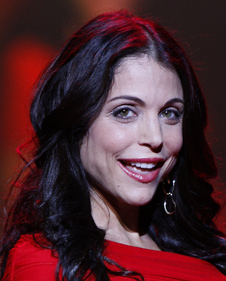
Bethenny Frankel (2010)

Bethenny Frankel (* 3. November 1970 in New York City) ist eine TV-Persönlichkeit, Autorin und Unternehmerin. Sie hat Skinnygirl Cocktails, ein Getränkeunternehmen, gegründet. Zudem hat Frankel auch noch vier Selbsthilfebücher geschrieben und moderierte die Talkshow Bethenny. Sie hatte Auftritte in The Apprentice: Martha Stewart, The Real Housewives of New York City, Shark Tank, Bethenny and Fredrik und war die Hauptdarstellerin der Reality-Serie Bethenny Ever After.

## Kindheit
Frankel ist das einzige Kind von Robert J. Frankel, einem Pferdetrainer, und Bernadette Birk, einer Innenarchitektin. Ihr Vater war Jude und ihre Mutter war römisch-katholisch mit walisischen Wurzeln, die nach der Hochzeit zum Judentum konvertierte. Ihr Vater verließ ihre Mutter, als Bethenny vier war. Ihre Mutter heiratete John Parisella, einen anderen Pferdeausbilder, als Frankel fünf war. Sie erinnert sich an eine schwierige Kindheit. Ein Grund dafür ist, dass ihr Vater die Familie nicht unterstützte, immer betrunken war und sich häufig mit ihrem Stiefvater stritt.
Bethenny erhielt ihren Abschluss 1988 an der Pine Crest School in Fort Lauderdale, Florida nachdem sie öfter umgezogen war und verschiedene Schulen besucht hatte. Sie ging zum Natural Gourmet Institute in New York City und zur New York University.

## Karriere
Frankel arbeitete als Produktionsassistentin am Set von Saved by the Bell.
2005 war sie eine von zwei Finalisten der Reality-Serie The Apprentice: Martha Stewart. 2008 wurde Bethenny für die Serie The Real Housewives of New York City ausgewählt. Im Juni 2010 spielte sie in der Bravo Reality-Show Bethenny Getting Married?, welche ihre Verlobung und Hochzeit mit Jason Hoppy, und die Geburt ihrer Tochter zeigte. Zum Zeitpunkt der Premiere war die Sendung die höchstbewertete in Bravos Fernsehgeschichte. Im September 2010 teilte Frankel mit, dass sie aus privaten Gründen mit der vierten Staffel der Serie The Real Housewives of New York City nicht fortsetzen würde. Am 20. Oktober 2014 wurde bestätigt, dass sie zur siebten Staffel als einer der Hauptdarstellerinnen der Serie zurückkommt.

### Skinnygirl
Im März 2009 brachte Frankel ihr Buch Naturally Thin: Unleash Your SkinnyGirl and Free Yourself from a Lifetime of Dieting heraus. The SkinnyGirl Dish: Easy Recipes for Your Naturally Thin Life wurde im darauffolgenden Dezember veröffentlicht. Sie erstellte die Workout DVD Body by Bethenny im Frühjahr 2010 und ein Hörbuch mit dem Namen The Skinnygirl Rules, welches ihre vorherigen Bücher zusammen fasst. 2011 veröffentlichte Bethenny A Place of Yes: 10 Rules for Getting Everything You Want Out of Life. Im Dezember 2012 brachte sie den Roman Skinnydipping heraus.
Frankel gründete die Skinnygirl Cocktail Firma im April 2011 und verkaufte sie später an Fortune Brands’ Beam Global, die jetzt zu Suntory gehören, für geschätzte 100 Mio. USD.
Im Mai 2017 feierte Bethenny die Markteinführung von Skinnygirl Market Fresh Deli für den amerikanischen Mittelwesten, welche eine Reihe von vorverpacktem Fleisch ohne Konservierungsmitteln ist. Die American Heart Association bestätigte, dass sie einen niedrigen Natriumgehalt aufweist und zudem wenig Fett enthält. Skinnygirl Market Fresh Deli unterstützt auch Frankels B-Strong: Find Your Yes, ein Programm das Betreuung, Mittel und finanzielle Unterstützung für Frauen in Krisensituationen anbietet.

### Bethenny
2011 kam die Idee auf, dass Frankel Moderatorin einer Talkshow werden soll, welche 2012 wieder aufgegriffen wurde. Die Bethenny Show prämierte am 9. September 2013 und wurde am 14. Februar 2014 abgesagt. Wiederholungen wurden weiter ausgestrahlt bis zum Ende des Fernsehjahres.

## Sonstiges
Eine National-Disaster-Relief-Stiftung mit dem Namen Delivering Good arbeitete mit Frankels B Strong Programm zusammen um Menschen, die von den Hurrikans im Jahr 2017 betroffen waren, mit Geschenkkarten, Kreditkarten und wichtigen Vorräten zu unterstützen. Außerdem halfen Bethenny und ihr Team Überlebenden von Naturkatastrophen in Puerto Rico, Houston und Mexiko-Stadt.
Im September 2009 posierte sie nackt für eine PETA-Reklametafel.

## Privatleben
Frankel heiratete 1996 Peter Sussman, der ein leitender Angestellter der Unterhaltungsbranche ist. Sie ließ sich 1997 von ihm scheiden. Mit ihrem zweiten Mann Jason Hoppy, den sie im März 2010 geheiratet hat, zeugte sie eine Tochter, Bryn, die im nächsten Mai zur Welt kam. Sie trennten sich im Dezember 2012 und Bethenny reichte die Scheidung im Januar 2013 ein. Das Sorgerecht wurde im Juni 2014 vereinbart, über die Aufteilung des Eigentums wird noch verhandelt. Die Scheidung wurde im Juli 2016 vollzogen, knapp vier Jahre nach der Trennung. Frankel klagte im Dezember 2017 auf volles Sorgerecht ihrer Tochter Bryn.
Für kurze Zeit ging Bethenny mit dem Regisseur Trevor Engelson aus. Laut Frankel entwickelte es sich später zu einer Geschäftsbeziehung.
Frankels Freund Dennis Shields wurde im Trump Tower am 10. August 2018 tot aufgefunden.

## Filmografie
| Jahr               | Film                                 | Rolle          | Anmerkung                                                   |
| ------------------ | ------------------------------------ | -------------- | ----------------------------------------------------------- |
| 1993               | Soiree Sans Hors D’oeuvres           | Frau           | Nebenrolle                                                  |
| 1994               | Hollywood Hills 90028                | Laura Drake    | Hauptrolle                                                  |
| 1995               | Wish Me Luck                         |                |                                                             |
| 2005               | The Apprentice: Martha Stewart       | sie selbst     | 13 Folgen, Zweitplatzierte                                  |
| 2008–10, 2015–2019 | The Real Housewives of New York City | sie selbst     | Hauptdarstellerin (Staffel 1–3, 7–11)                       |
| 2009–16            | The Wendy Williams Show              | sie selbst     | Verschiedene Folgen, Promi-Gast                             |
| 2009               | Z Rock                               | sie selbst     | 1 Folge, „I Wanna Be Z-dated“ als Joeys Geliebte/Chief      |
| 2010–12            | Chelsea Lately                       | sie selbst     | Verschiedene Folgen, Promi-Gast                             |
| 2010               | Skating with the Stars               | sie selbst     | 6 Folgen, Zweitplatzierte                                   |
| 2010–15            | The Ellen DeGeneres Show             | sie selbst     | verschiedene Folgen, Promi-Gast                             |
| 2010–12            | Bethenny Ever After                  | sie selbst     | als sie selbst                                              |
| 2013–14            | Bethenny                             | sie selbst     | als sie selbst                                              |
| 2013               | The Neighbors                        | Jill           | 1 Folge, „Mo Purses Mo Money Mo Problems“                   |
| 2016, 2018         | The Real Housewives of Beverly Hills | als sie selbst | Gast (Staffel 6 & 8)                                        |
| 2016               | Beat Bobby Flay                      | als sie selbst | 1 Folge, „Comforts of Home“ als Gast-Richterin (Staffel 10) |
| 2017               | Million Dollar Listing New York      | als sie selbst | Gast (Staffel 6, Folge 3)                                   |
| 2017               | Shark Tank                           | als sie selbst | Hauptrolle, Shark                                           |
| 2017               | Bethenny & Fredrik                   | als sie selbst | Hauptrolle                                                  |
| 2018               | Bar Rescue                           | als sie selbst | 1 Folge, „Operation: Puerto Rico“                           |

## Bibliografie
- Naturally Thin: Unleash Your SkinnyGirl and Free Yourself from a Lifetime of Dieting. 2009, ISBN 978-1-4165-9798-8.
- The Skinnygirl Dish: Easy Recipes for Your Naturally Thin Life. 2009, ISBN 978-1-4165-9799-5.
- Body by Bethenny: Body-sculpting Workouts to Unleash Your SkinnyGirl. 2010, ISBN 978-1-59828-440-9.
- A Place of Yes: 10 Rules for Getting Everything You Want Out of Life. 2011, ISBN 978-1-4391-8691-6.
- Skinnydipping: A Novel. 2012, ISBN 978-1-4516-6738-7.
- Skinnygirl Solutions: Simple Ideas, Extraordinary Results. 2014, ISBN 978-1-4516-6740-0.
- Cookie Meets Peanut. 2014, ISBN 978-0-316-36843-8.
- I Suck at Relationships So You Don't Have To: 10 Rules for Not Screwing Up Your Happily Ever After. 2016, ISBN 978-1-4516-6742-4.